# Асаї Тю
Асай Чю (яп. 浅井忠, あさいちゅう; 22 липня 1856 — 16 грудня 1907) — японський художник західного стилю періоду Мейдзі.

## Короткі відомості
Асаї Тю народився 22 липня 1856 у місті Едо, в самурайській сім'ї. У 1875 році він поступив до художньої школи Сьоґідо (彰技堂), що належала Кунідзаві Сінкуро, де учнів навчали малюванню олією у європейському стилі.
1876 року Асаї вступив до художньої школи при Токійському інженерному інституті. Його керівником був італійський митець Антоніо Фонтанезі. Після повернення вчителя на батьківщину, Асаї створив зі своїми товаришами Коямою Сейтаро і Мацуокою Дзюном «Товариство Хреста», покликане самостійно вивчати техніку європейського живопису. За час навчання в школі молодий майстер написав дві якісні роботи «Урожай» та «Весінні грядки», які зараховані сьогодні до цінних культурних надбань Японії.
1889 року Асаї сформував Художнє товариство Мейдзі — перше японське об'єднання художників західного стилю. У 1898 році він став професором Токійської художньої школи, але за два роки вирушив на практику до Європи. По поверненню до Японії, художник перейшов на посаду викладача Кіотської інженерно-мистецької школи і заснував Кансайський художній інститут.
Окрім володіння західною технікою малювання олією, Асаї був також майстром акварелі. Він виростив цілу плеяду японських художників, серед яких найвідомішими були Сотаро Ясуї та Рюдзабуро Умехара

## Галерея

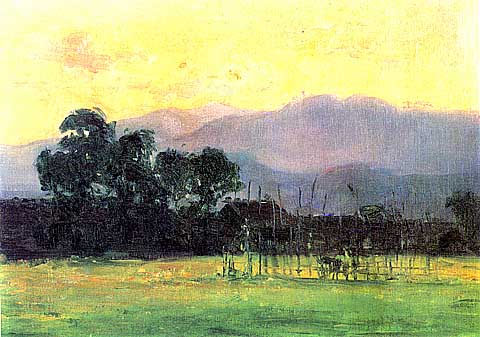
Ранкове сонце
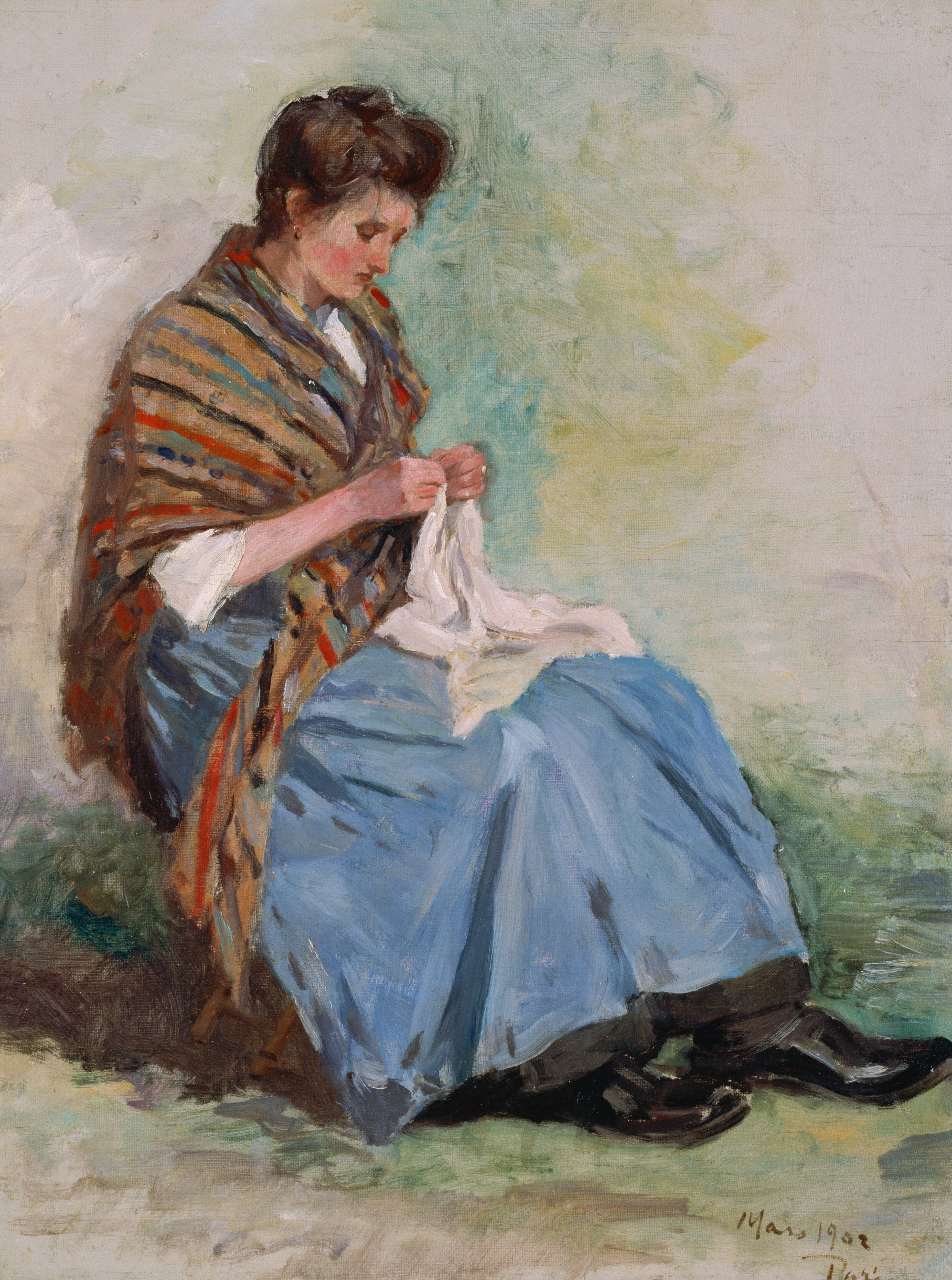
Швачка
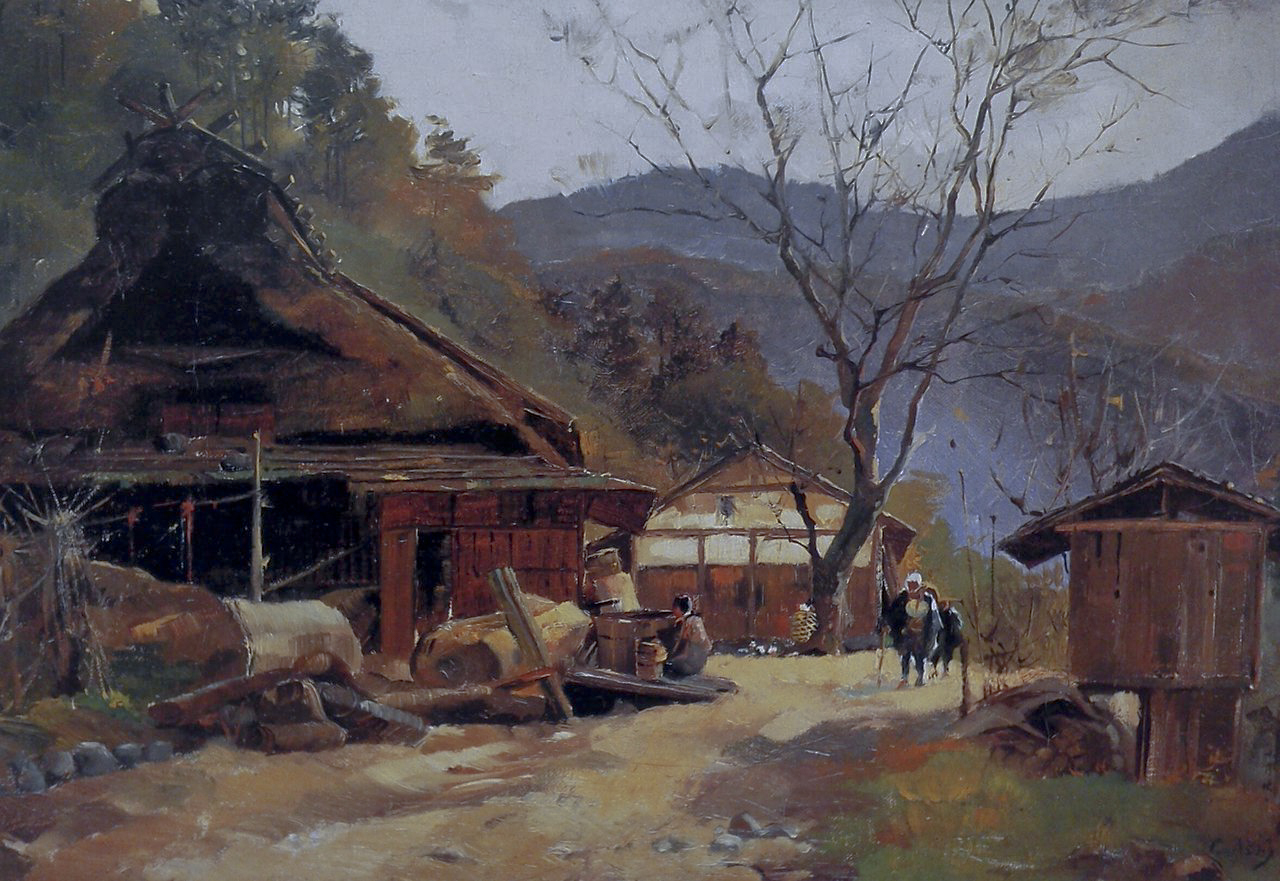
Село Котаба
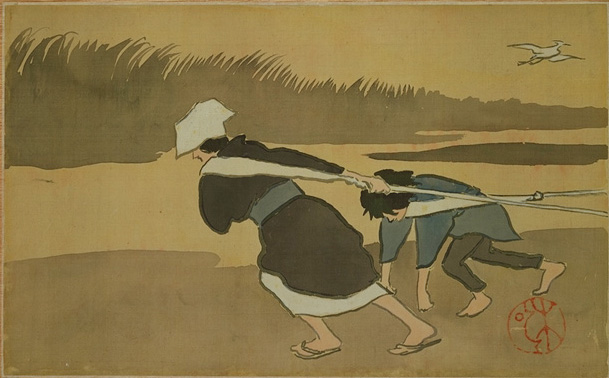
Тягнуть човен
Овочевий сад
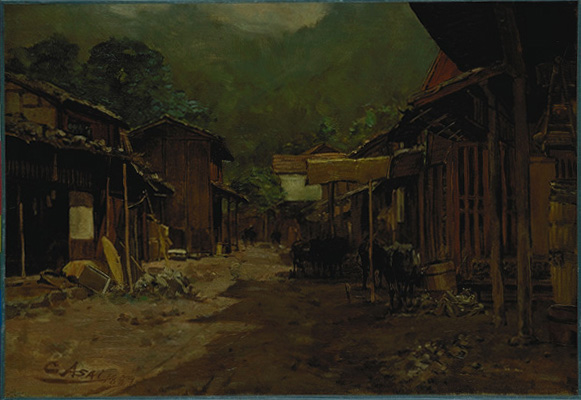
Поруч з Хатіодзі
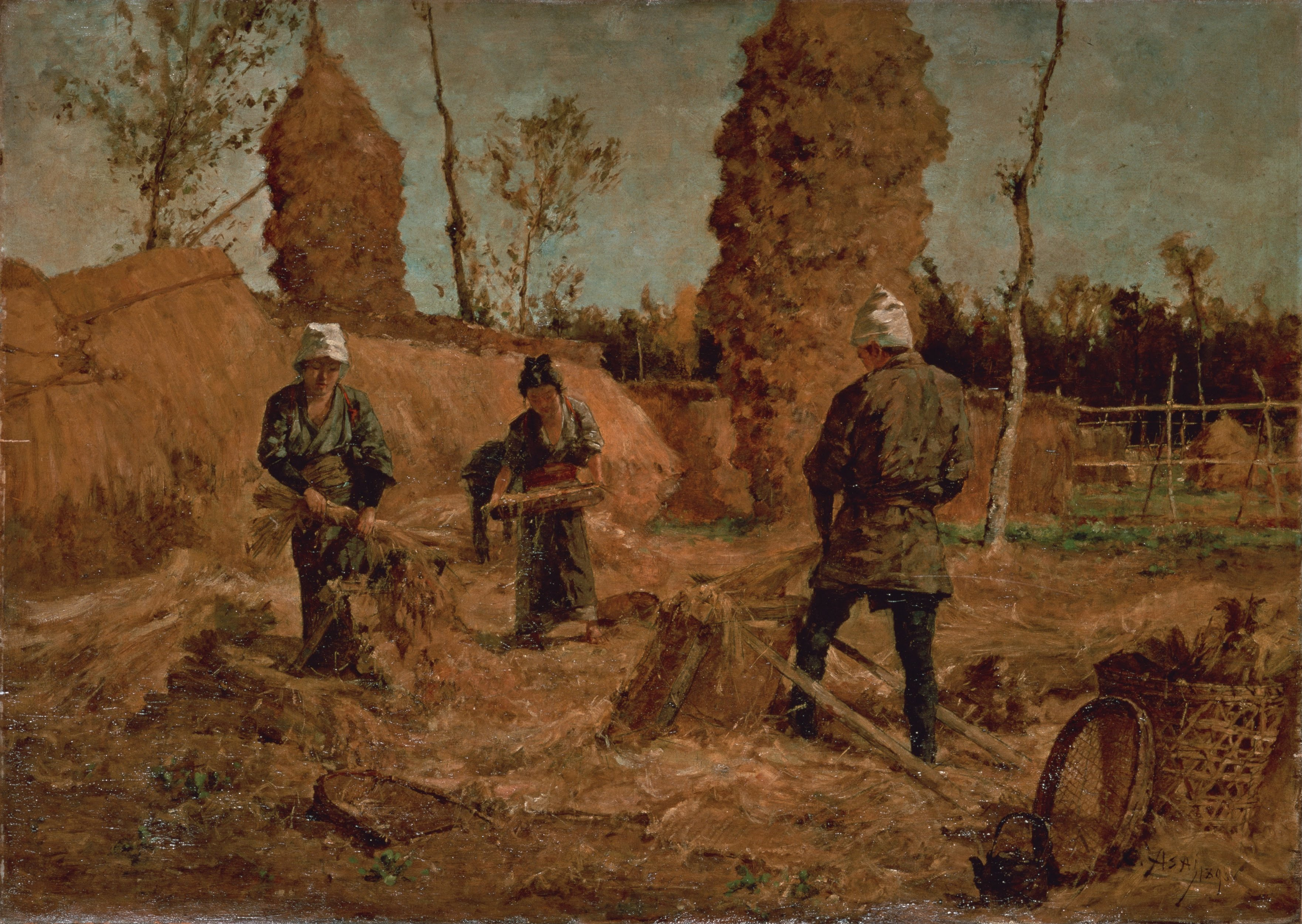
Урожай
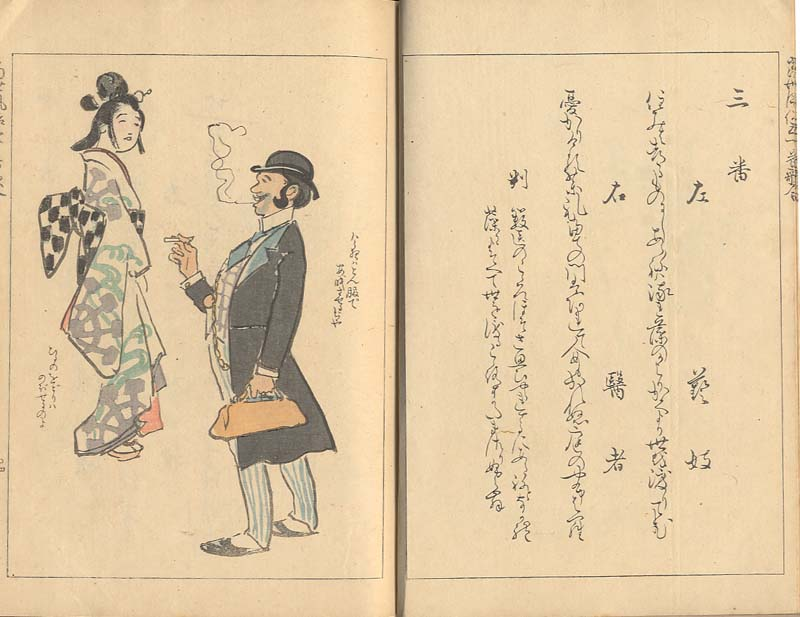
Сучасні звичаї